# Confraria do Queijo de São Jorge
A Confraria do Queijo São Jorge, é uma confraria portuguesa com seda na ilha de São Jorge, arquipélago dos Açores e tem um cariz científica e cultural, e é também uma entidade sem fins lucrativos. Tem como seu principal objectivo a defesa, a promoção e a dignificação do termo “Denominação de Origem Protegida Queijo São Jorge (DOP)”, tal como também da Região Demarcada onde é produzido o leite com que o queijo é elaborado. (Toda a ilha de São Jorge).  

## História e objectivos
A criação desta confraria teve inicio num contacto realizado durante uma viagem realizada ao Norte de Espanha, ao sítio de Torrelavega, em Cantábria, onde se estabeleceu contactos com outras confrarias semelhantes Europeias. 
Assim, foi no dia 22 de Novembro de 1991 que a confraria foi constituída por escritura pública. No mesmo dia, e por um aviso do IAMA (Instituto de Alimentação e Mercados Agrícolas), a Confraria é reconhecida como o Organismo Privado de Controlo e Certificação do Queijo São Jorge. 
Resultando isto da aplicabilidade directa em todos os Estados Membros da União Europeia dos Regulamentos Comunitários (CEE) nºs  2081 e 2082/92, do Conselho, de 14 de Julho de 1992.
Esta confraria acumula além das atribuições habituais de uma instituição deste tipo, a responsabilidade de proceder, de acordo com o seu caderno de especificações, à certificação dos queijos produzidos por todos os produtores da Região Demarcada, devidamente autorizados pelo Agrupamento de ilha denominado UNIQUEIJO.  
Os primeiros confrades foram entronizados numa cerimónia realizada no dia 23 de Abril do ano seguinte, o dia do Patrono de São Jorge, o Santo São Jorge. A cerimónia foi realizada na Câmara Municipal de Velas, e contou com a presença da Confraria Vinho do Porto, que foi madrinha desta Confraria do Queijo de São Jorge, e, como testemunhas, a presença da Confraria Panela ao Lume, da cidade de Guimarães e a Confraria do Vinho Verdelho dos Biscoitos, da freguesia dos Biscoitos da Ilha Terceira.
No mesmo dia e depois de terminada a organização do seu sector Técnico-Científico esta confraria tratou da organização do seu sector lúdico e cultural.
Para a adopção dos seus trajes, insígnias, designação dos cargos sociais, tem por habito procurarem inspiração no modo de vida dos seus patronos, quer em termos linguísticos e populares, ou então procederem a adopção de uma terminologia mais clássica e habitual. No caso da Confraria do Queijo de São Jorge a inspiração foi a vida do Santo São Jorge, no Pastor da Ilha e nos termos utilizados nas tradicionais festas do Espírito Santo.

## Trajo
O trajo utilizado por esta confraria é composto por uma capa preta que por sua vez se encontra composta por uma sobrecapa de cor dourada (ou em cor verde para os Confrades Honorários). O chapéu em uso é de cor preta e com uma aba seccionada. A gravata usada é de cor bege e contem uma inscrição idêntica à que se encontra aposta  em queda um dos queijos de São Jorge. As insígnias usadas são compostas por um medalhão dourado suspenso ao pescoço por fita. A sobrecapa tem um emblema bordado, no lado direito. A indumentária é composta ainda por um bordão típico, utilizado pelo santo São Jorge. Este bordão é utilizado nas festividades, quer em trabalho sendo neste último usado como aguilhada com o fim de conduzir os animais de tracção. 
Na Confraria do Queijo de São Jorge existem Confrades Efectivos e Confrade Honorários com diferentes níveis de graus, que são estabelecidos conforme o seu desempenho perante o queijo São Jorge, e o motivo da sua admissão na Confraria. 
Actualmente a confraria tem 13 confrades fundadores, e apenas por morte ou demissão de algum é que este será substituído pelo Efectivo mais antigo, que neste caso será o 14º Confrade Efectivo admitido. O número máximo de confrades é cem e, por esse motivo Presidente da Assembleia Geral é denominado o Centurião. Termo que foi buscado ao termo militar do Império Romano, visto que Centurião era militar que comandava uma centena de homens, isto no tempo do Santo São Jorge foi Oficial militar.  

## Entronização
Durante a cerimónia da primeira Entronização dos confrades foi prestado juramento pelos Confrade Fundadores, e pelos doze Confrades Honorários que são as sete Cooperativas que detêm o certificado Queijo São Jorge. Além destas entidades estiveram personagens que prestaram elevados serviços ao Queijo de são Jorge e a outros queijos tradicionais Portugueses. Eles foram: O Engenheiro Eleutério Porfírio Soares, o Doutor José Leal Armas, o Doutor Fernando Vieira de Sá, o Doutor Luís Henrique Sequeira de Medeiros, que foi presidente do IAMA e o Doutor Adolfo Ribeiro Lima, que foi Secretário Regional da Agricultura e Pescas. 
O poder de decisão dentro da confraria encontra-se dividido do seguinte modo: O maior poder encontra-se no Concelho dos Fundadores, os Anciãos, como também são denominados. São eles que decidem sobre tudo o que diga respeito aos restantes Confrades, procedem às alterações dos Regulamentos Internos e das Usanças. As decisões são tomadas por voto secreto e por unanimidade. Procura-se sempre que as deliberações tomadas o sejam com consensualidade máxima e sujeitas à liberdade total da consciência de cada um dos seus membros.
Sempre que se torna necessário uma votação os confrades decisores são convocados por carta registada com aviso de recepção e com 15 dias de antecedência. 